# دوگانه‌گرایی (فلسفه هندی)

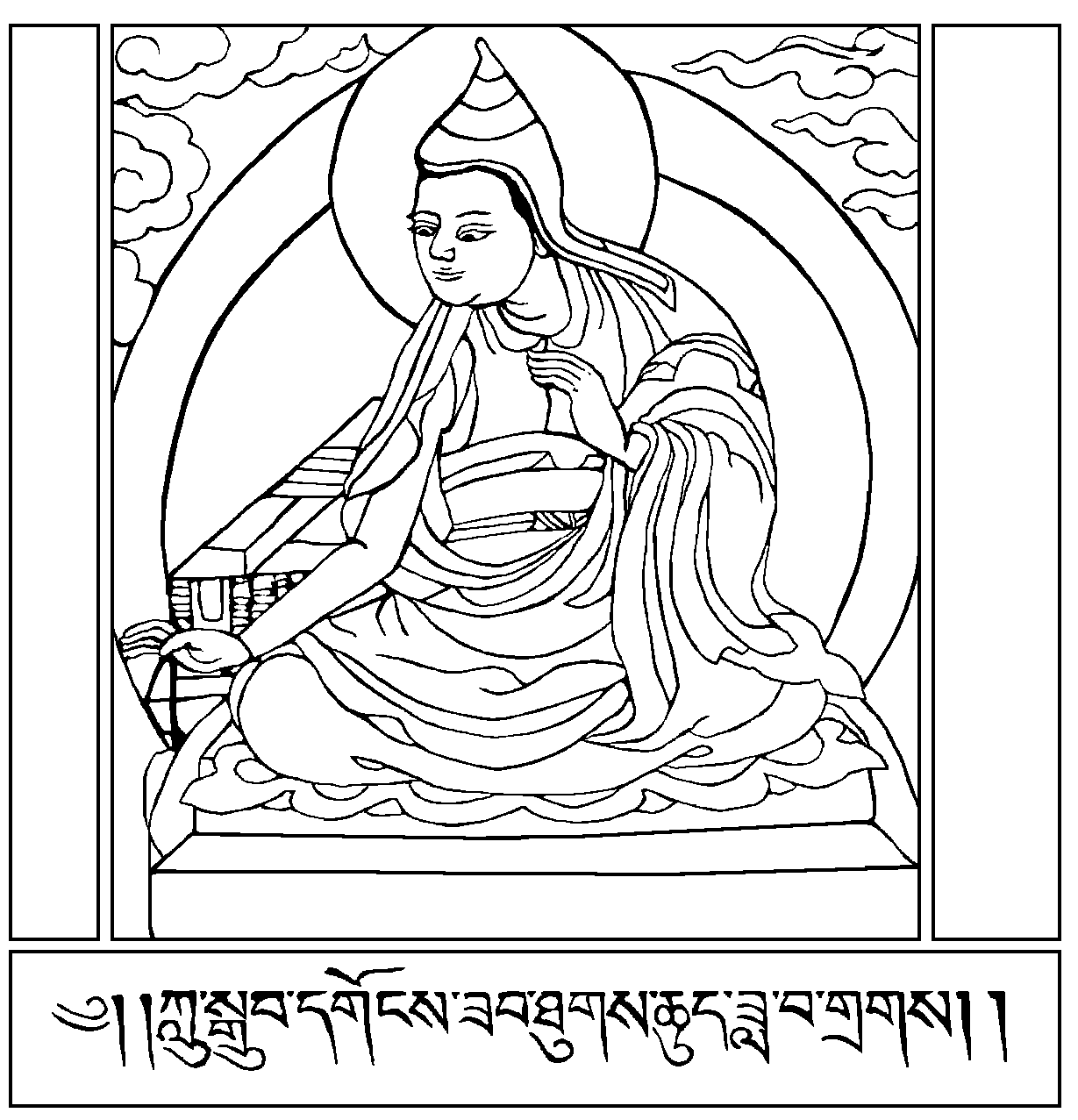

دوگانه‌انگاری هندی (انگلیسی: Dualism) اشاره به اعتقاد برخی مکتب‌های فلسفه هندی دارد، مبنی بر اینکه واقعیت اساساً از دو بخش تشکیل شده‌است. این امر عمدتاً به صورت دوگانگی ذهنیت در فلسفه بودی یا دوگانگی آگاهی از ماده در مکتب‌های سامخیا و یوگا از فلسفه هندو شکل می‌گیرد. این فلسفه با دوگانه‌گرایی ذهن و بدن در فلسفه ذهن غربی تفاوت دارد، ولی همچنین با آن شباهت‌هایی نیز دیده می شود.